# Marcela Carena
Marcela Silvia Carena López (Buenos Aires, 22 de marzo de 1962) es una física teórica argentina. Es jefa de la División Teórica del Laboratorio del Acelerador Nacional Fermi en Batavia, Illinois. Es profesora en la Universidad de Chicago, y miembro del Instituto Enrico Fermi y del Instituto Kavli de Física Cosmológica.

## Infancia y educación
Marcela Carena nació el 22 de marzo de 1962 en Buenos Aires, Argentina, y creció en el barrio de Villa Urquiza.
Carena inicialmente estudió ingeniería en el Instituto Tecnológico de Buenos Aires, luego estudió filosofía en la Universidad de Buenos Aires y finalmente recibió su diploma en física en el Instituto Balseiro en Bariloche, Argentina en 1985. Ese mismo año, por recomendación del físico Robert Peccei, se les ofreció a Carena y su marido, Carlos Wagner, puestos en la Universidad de Hamburgo y en el Laboratorio DESY en Hamburgo, Alemania. Carena recibió su doctorado en física de altas energías de la Universidad de Hamburgo en 1989.

## Carrera
Después de completar su doctorado, Carena comenzó una estancia postdoctoral en la Universidad Purdue en West Lafayette, Estados Unidos. Luego regresó a Alemania para ocupar otro puesto de posdoctorado en el Instituto Max Planck de Física en Múnich, Alemania. En 1993, fue al CERN en Ginebra, Suiza para otro puesto de posdoctorado.
Después de tres años en el CERN, Fermilab contrató a Carena en un puesto de científica asociada y luego fue ascendida a un puesto de científica permanente. En Fermilab, Carena creó un programa de visitantes que lleva estudiantes de América Latina para que puedan realizar proyectos de investigación con físicos teóricos del Fermilab como parte de su educación de posgrado. En 2008, comenzó a desempeñar un puesto docente formal en la Universidad de Chicago.
Carena fue consejera general de la Sociedad Estadounidense de Física (APS); presidente de la División de Partículas y Campos de APS; y miembro del Comité de Asuntos Científicos Internacionales de la APS. Es expresidenta del Comité de Nominaciones del DPF. Formó parte del Panel de Priorización de Proyectos de Física de Partículas (P5) del Panel Asesor de Física de Altas Energías (HEPAP), del Departamento de Energía de los Estados Unidos y de la Fundación Nacional de Ciencias. Desde 2004 hasta 2019, Carena fue miembro del Centro de Física de Aspen. En 2021 fue nombrada miembro de la Academia Argentina de Ciencias Exactas, Físicas y Naturales.
Carena frecuentemente da conferencias públicas. Apareció en el documental de 2008 The Atom Smashers.

## Investigación
La investigación de Carena se centra en modelos de nueva física más allá del modelo estándar y sus manifestaciones en experimentos de física de partículas, incluidos temas como la física de Higgs, la supersimetría, la unificación y la materia oscura.

## Premios
- Miembro John Stuart Bell del CERN, 1993-95
- Becaria Marie Curie, 1996
- Miembro de la Sociedad Estadounidense de Física desde 2002
- Premio de Investigación de la Fundación Alexander von Humboldt, 2013
- Simons académico visitante distinguido en el Instituto Kavli de Física Teórica, 2013 [8]

## Publicaciones
- Publicaciones del Dr. Carena en la base de datos de literatura INSPIRE-HEP  .
- Artículos de Marcela Carena en Scientific American